# Фудзімото Тацукі
Фудзімото Тацукі (яп. 藤本 タツキ, Фудзімото Тацукі, нар. 10 жовтня 1992 або 10 жовтня 1993, Нікахо, Префектура Акіта) — японський манґака, найбільш відомий своїми роботами «Вогняний удар» та «Людина-бензопила».

## Раннє життя
Фудзімото народився 10 жовтня 1992 або 1993 року в Нікахо, префектура Акіта, Японія. Малювати почав у ранньому віці. У нього не було підготовчих шкіл поблизу його дому, тому він ходив на уроки малювання, які відвідували його дідусь і бабуся, і займався олійним живописом. Він закінчив західний живопис в Університеті мистецтв і дизайну Тохоку в Ямаґаті, префектурі Ямаґата в 2014 році.

## Кар'єра
У 2011 році Фудзімото намалював свій перший ван-шот A Couple Clucking Chickens Were Still Kickin' in the Schoolyard (яп. 庭には二羽ニワトリがいた, Niwa ni wa Niwa Niwatori ga ita, укр. Пара кудкудакаючих курей все ще кудкудакала на шкільному подвір'ї), який був номінований на грудневу щомісячну премію Jump SQ (пізніше було опубліковано на онлайн-платформі Shonen Jump+ 17 липня 2017 року). Другий ван-шот Фудзімото Seigi no Mikata (яп. 正義の見方, укр. Почуття справедливості) був заявкою на участь у 10-му сезоні II Supreme Comic Grand Prize у 2013 році Його наступним ван-шотом став Kami Hikōki (яп. かみひこうき, укр. Паперові літаки), за який він отримав спеціальну нагороду журі на 3-й церемонії вручення премії Shueisha Crown Newcomers' Awards у 2013 році. Наступним ван-шотом Фудзімото став Sasaki Stopped a Bullet (яп. 佐々木くんが銃弾止めた, Sasaki-kun ga Juudan Tometa, укр. Сасакі зупинив кулю), за який він отримав свою другу спеціальну нагороду журі на 5-й церемонії нагородження новачків Shueisha Crown у 2013 році (пізніше опубліковано на Shōnen Jump+ 13 червня 2016).
Наступною роботою Фудзімото стала Love is Blind (яп. 恋は盲目, Koi wa Mōmoku, укр. Любов сліпа), за яку він отримав нагороду «Почесна згадка» на нагородженні Shueisha Crown Newcomers Awards у листопаді 2013 року і стала його першою роботою, яка була опублікована у Jump SQ.19 том 13 від 19 квітня 2014. Його наступними ван-шотами були Shikaku (яп. シカク), опублікований в Jump SQ.19 vol.14 від 19 червня 2014 року; Mermaid Rhapsody (яп. 人魚ラプソディ, Ningyo Rapusodi, укр. Рапсодія Русалоньки), опублікований в Jump SQ.19 vol.17 від 19 грудня 2014 року; і Nayuta of the Prophecy (яп. 予言のナユタ, Yogen no Nayuta, укр. Наюта з Пророцтва), опублікований у Jump Square 4 липня 2015.
Фудзімото опублікував свою першу велику та серіальну роботу Вогняний удар (яп. ファイアパンチ, Faia Panchi) в онлайн-журналі Shueisha Shonen Jump+, де вона виходила з 18 квітня 2016 року до 1 січня 2018 року. Серал породил вісім томів танкобонів. Фудзімото також опублікував в Shōnen Jump+ свої ван-шоти Woke-Up-as-a-Girl Syndrome (яп. 目が覚めたら女の子になっていた病, Me ga Sametara Onnanoko ni Natteita Yamai, укр. Синдром Прокинувся-Дівчинкою) та Sisters (яп. 妹の姉, Imōto no Ane, укр. Сестри) у номері Jump Square 2 травня 2018 року.
Друга велика серіалізована робота Фудзімото, Людина-бензопила (яп. チェンソーマン, Chensō Man), публікувалася в Shueisha Weekly Shonen Jump з 3 грудня 2018 року до 14 грудня 2020 року. Серію було зібрано в одинадцять танкобонів. Продовження манґи почало серіалізацію в Shonen Jump+ 13 липня 2022 року. Людина-бензопила посіла перше місце в списку найкращої манґи 2021 року для читачів-чоловіків Kono Manga ga Sugoi! від Takarajimasha і принісла Фудзімото нагороду на 66-тій премії Shogakukan Manga Award за найкращу шьонен-манґу. У 2021 році твір отримав нагороду Harvey Awards за найкращу манґу; він отримав нагороду вдруге в 2022 році.
Фудзімото проілюстрував обкладинку антології романів 5-Minute Stories: An Unexpected End (яп. ５分で読める驚愕のラストの物語, Gofun de Yomeru Kyōgaku no Rasuto no Monogatari, укр. 5-хвилинні історії: Несподіваний кінець), яка була випущена 2 квітня 2021 року. Фудзімото брав участь як запрошений суддя в онлайн-реаліті-шоу Shonen Jump+ Tag у липні 2021 року.
19 липня 2021 року Фудзімото опублікував ван-шот Озирнись (яп. ルックバック, Rukku Bakku) у Shōnen Jump+. Розділ був зібраний Shueisha в одному танкобоні, випущеному 3 вересня 2021 року. Look Back очолив список найкращих манґ для чоловіків 2022 року Kono Manga ga Sugoi!.
Двотомна збірка попередніх ван-шотів Фудзімото Tatsuki Fujimoto Before Chainsaw Man (яп. 藤本タツキ短編集, Fujimoto Tatsuki Tanpenshū, укр. Тацукі Фудзімото до Людини-бензопили) з підзаголовками 17–21 і 22–26 вийшла 4 жовтня та 4 листопада 2021 року відповідно. Він проілюстрував лайт-новелу Chainsaw Man: Buddy Stories (яп. チェンソーマン　バディ・ストーリーズ, Chensō Man Badi Sutōrīzu, укр. Людина-бензопила: Дружні історії) яка вийшла 4 листопада 2021. Фудзімото проілюстрував версію одного з сорока двох томів манґи Dragon Ball для Dragon Ball Super Gallery Project, святкуючи 40-річчя серіалу, яка була опублікована в Saikyō Jump 3 грудня 2021 року.
11 квітня 2022 року Фудзімото опублікував Прощавай, Ері (яп. さよなら絵梨, Sayonara Eri), 200-сторінковий ван-шот на Shōnen Jump+. Розділ був зібраний Shueisha в одному танкобоні, випущеному 4 липня 2022 року.
Разом з ілюстратором Ото Тода, Фудзімото опублікував ван-шот Просто послухай пісню (яп. フツーに聞いてくれ, Futsū ni Kiitekure) на Shōnen Jump+ 4 липня 2022 року.

## Вплив
Фудзімото прокоментував, що він хотів «малювати манґу, як корейські фільми», навівши як приклад південнокорейський фільм 2008 року «Переслідувач», заявивши: «головний герой женеться за лиходієм, але через тридцять хвилин фільму він його ловить. Передбачається, що це станеться в кінці фільму, тому ви продовжуєте гадати, що буде далі. Багато людей кажуть, що в корейських фільмах вони не можуть зрозуміти, що думає режисер, але насправді, якщо ви додивитеся до кінця, ви це зрозумієте. Я хотів зробити щось подібне». Він також згадав японський фільм 2016 року Sadako vs. Kayako, індонезійський фільм 2011 року «Рейд» і роботи Кітано Такесі. На нього також вплинули автори манґи Хіроакі Самура, Хідекі Араї та Цутому Ніхей.

## Праці

### Серіальна манґа
- Вогняний удар (яп. ファイアパンチ, Faia Panchi) (2016—2018) — Серіалізовано в Shonen Jump+ і видано видавництвом Shueisha у восьми томах
- Людина-бензопила (яп. チェンソーマン, Chensō Man) (2018—дотепер) — Серіалізовано у тижневиках Weekly Shonen Jump (2018—2020) та Shōnen Jump+ (2022 — дотепер) і видано видавництвом Shueisha у тринадцяти томах

### Ван-шоти
- Seigi no Mikata (яп. 正義の見方, «Sense of Justice»; укр. Почуття справедливості) (2013) — Неопубліковане
- Kami Hikouki (яп. かみひこうき, «Paper Planes»; укр. Паперові літаки) (2013) — Неопубліковане
- Tatsuki Fujimoto Before Chainsaw Man (яп. 藤本タツキ短編集, Fujimoto Tatsuki Tanpenshū, укр. Тацукі Фудзімото до Людини-бензопили) (2021) — Два зібрані томи ранніх ван-шотів Фудзімото
  - A Couple Clucking Chickens Were Still Kickin' in the Schoolyard (яп. 庭には二羽ニワトリがいた, Niwa ni wa Niwa Niwatori ga ita, укр. Пара кудкудакаючих курей все ще кудкудакала на шкільному подвір'ї) (2011)
  - Sasaki Stopped a Bullet (яп. 佐々木くんが銃弾止めた, Sasaki-kun ga Juudan Tometa, укр. Сасакі зупинив кулю) (2013)
  - Love is Blind (яп. 恋は盲目, Koi wa Mōmoku, укр. Любов сліпа) (2013) — Пізніше був опублікований в Jump SQ.19
  - Shikaku (яп. シカク) (2014) — Опублікований в Jump SQ.19
  - Mermaid Rhapsody (яп. 人魚ラプソディ, Ningyo Rapusodi, укр. Рапсодія Русалоньки) (2014) — Опублікований в Jump SQ.19
  - Nayuta of the Prophecy (яп. 予言のナユタ, Yogen no Nayuta, укр. Наюта з Пророцтва) (2015) — Опублікований в Jump Square
  - Woke-Up-as-a-Girl Syndrome (яп. 目が覚めたら女の子になっていた病, Me ga Sametara Onnanoko ni Natteita Yamai, укр. Синдром Прокинувся-Дівчинкою) (2017) — Опублікований в Shonen Jump+
  - Sisters (яп. 妹の姉, Imōto no Ane, укр. Сестри) (2018) — Опублікований в Jump Square
- Озирнись (яп. ルックバック, Rukku Bakku) (2021) — Опублікований в Shōnen Jump+ та зібраний в одному томі
- Прощавай, Ері (яп. さよなら絵梨, Sayonara Eri) (2022) — Опублікований в Shōnen Jump+ та зібраний в одному томі
- Просто послухай пісню (яп. フツーに聞いてくれ, Futsū ni Kiitekure) (2022) — Ілюстровано Ото Тода; опубліковано в Shonen Jump+

## Асистенти
Як і багато інших манґак, Фудзімото працює разом з командою асистентів, які допомагають у створенні його робіт. Він відомий тим, що в нього було немало асистентів, які зараз працюють або працювали над своїми успішними манґами:
- Каку Юдзі — автор Jigokuraku[53]
- Ендо Тацуя — автор Spy × Family[54]
- Юкінобу Тацу — автор Dandadan[55]
- Кураморі Тору — автор Centuria[56]

## Нотатки
1. 1 2  У 2017 році Кохару Нагаяма (сам Фудзімото під псевдонімом[2], який стверджував, що це його молодша сестра[3] написав у Twitter, що автору буде «24, 25 або 26 років»[4], і також, що того року йому виповнилося 25 років[5]. Shogakukan також заявили, що Фудзімото народився 1992 року[6]. Однак, за словами Шіхея Ліна (редактора Фудзімото) і Shueisha, йому було 17 років у 2011 році (того року йому виповнилося 18), коли він надіслав свій перший ван-шот[2][7], а за даними Oricon він 1993 року народження[8].